# NGC 6152
NGC 6152 è un ammasso aperto situato nella costellazione del Regolo.

## Osservazione

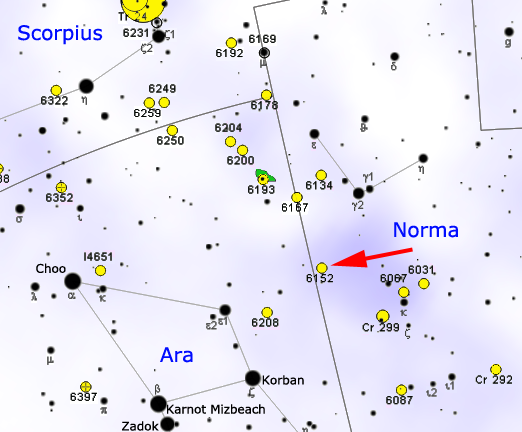
Mappa per individuare NGC 6152.

Si individua sul bordo orientale della costellazione, sul confine con l'Altare, le cui stelle possono essere utili per la sua individuazione; si può partire dalla stella ε1 Arae e spostandosi di circa 4 gradi in direzione ovest. Appare al binocolo come un debole oggetto esteso e irrisolvibile cui si sovrappongono al massimo un paio di stelline; con un piccolo telescopio è possibile risolvere diverse decine di stelle sparse fino alla magnitudine 12, mantenendo però bassi gli ingrandimenti per non perdere la visione d'insieme ed evitare di confonderlo con le numerose stelle di fondo.
A causa della sua declinazione fortemente meridionale, quest'ammasso può essere osservato soprattutto da osservatori situati nell'emisfero australe della Terra; la sua osservazione dall'emisfero nord è possibile solo in vicinanza delle latitudini subtropicali. Il periodo migliore per la sua osservazione nel cielo serale è quello compreso fra giugno e ottobre.

## Storia delle osservazioni
NGC 6152 è stato scoperto da John Herschel nel 1834 con un telescopio da 18,7 pollici; l'ammasso era infatti sfuggito a James Dunlop, che una decina di anni prima aveva osservato il vicino NGC 6204 e altri ammassi situati nei dintorni. John Herschel lo inserì nel suo catalogo col numero 3631.

## Caratteristiche
NGC 6152 è un ammasso di evoluzione intermedia piuttosto ricco ed esteso, situato alla distanza di 1030 parsec (3360 anni luce) dal Sole in corrispondenza del bordo esterno del Braccio del Sagittario, a breve distanza dal sistema di NGC 6193.
Si tratta di un oggetto relativamente poco studiato; la sua età è stimata sui 446 milioni di anni ed è pertanto abbastanza evoluto; non contiene stelle delle prime classi spettrali e la maggior parte delle sue componenti appaiono bianco-gialle. Al suo interno è stata scoperta una variabile a eclisse, catalogata come VV Normae, con un periodo di 1,1 giorni.